# Purple Haze
Purple Haze – piosenka nagrana w 1967 roku przez zespół The Jimi Hendrix Experience i wydana w 1967 roku jako singiel w Wielkiej Brytanii i Stanach Zjednoczonych. Utwór pojawił się także na amerykańskim wydaniu albumu Are You Experienced (1967).
„Purple Haze” jest jednym z największych przebojów Jimiego Hendrixa. Utwór był drugim singlem, po tym, gdy manager Hendriksa, Chas Chandler, usłyszał go grającego riff za kulisami.
Singel osiągnął 3. miejsce na listach w Wielkiej Brytanii, jednak tylko 65. w Stanach Zjednoczonych (utwór znajdował się też na albumie Are You Experienced wydanym 1 września 1967, co osłabiło sprzedaż singla), wydany w sierpniu 1967 roku, trzy miesiące po brytyjskiej wersji Are You Experienced i pięć miesięcy po singlu brytyjskim.
W marcu 2005 roku magazyn „Q” sklasyfikował „Purple Haze” na 1. miejscu listy 100 najlepszych utworów gitarowych. W analogicznym zestawieniu magazynu „Rolling Stone” zajął 2. miejsce (po „Johnny B. Goode” Chucka Berry’ego). Uplasował się też na 17. miejscu na liście 500 utworów wszech czasów pisma „Rolling Stone”.
Prawdopodobnie piosenka odnosi się do doświadczeń Hendriksa z podobnie nazwaną partią LSD. Inni wierzą, że nazwa utworu pochodzi od odmiany marihuany zwanej purple haze. Jednak Hendrix zaprzeczał narkotykowym skojarzeniom, zapewniając, że tytuł pochodzi ze snu, w którym chodził na dnie oceanu otoczony fioletową mgiełką. Kiedy indziej tłumaczył, że fraza purple haze pochodzi z noweli Philipa José Farmera Night of Light (1966).